# Chroly
Chroly (ukrainisch Хроли; russisch Хролы) ist ein Dorf in der ukrainischen Oblast Charkiw mit etwa 2500 Einwohnern.
Das 1917 gegründete Dorf liegt auf einer Höhe von 123 m am Ufer der Studenok (Студенок), einem 20 km langen, linken Nebenfluss des Udy, 9 km östlich von Besljudiwka und 15 km südöstlich der Stadtmitte des Rajon- und Oblastzentrums Charkiw.
Südlich und östlich vom Dorf verläuft die Fernstraße M 03. Im Dorf befindet sich die orthodoxe St.-Nikolaus-Kirche.
Am 24. Juni 2016 wurde das Dorf ein Teil der neugegründeten Siedlungsgemeinde Rohan, bis dahin war es ein Teil der Landratsgemeinde Ponomarenky (Пономаренківська сільська рада/Ponomarenkiwska silska rada) im Südosten des Rajons Charkiw.